# Classe Amur
Le unità appartenenti alla classe Amur (progetto 304 secondo la classificazione russa) sono navi della marina militare russa progettate per eseguire riparazioni di vari tipi. La classificazione russa per queste unità è PM (Plavuchaya Masterskaya: officina galleggiante).

## Sviluppo
Queste navi sono state costruite nel cantiere polacco di A. Warski, in Polonia, tra il 1968 ed il 1988. Costituiscono una decisa evoluzione rispetto alle unità che le avevano precedute, le classe Oskol, che erano state costruite nello stesso cantiere.

## Utilizzo
Queste navi hanno dimensioni relativamente modeste, anche se il loro dislocamento è circa il doppio delle unità che le avevano precedute (le Oskol). Equipaggiate per effettuare molteplici attività di riparazione, sono dotate di una discreta capacità cargo: questo consente loro di imbarcare un vasto assortimento di parti di ricambio.
La classe originaria comprendeva una trentina di unità. Oggi ne rimangono in servizio 12, ed altrettante sono mantenute di riserva. Le altre sono state demolite.
Le unità ancora operative sono: PM 81, PM 64, PM 69, PM 156 (Flotta del Nord), PM 40, PM 59, PM 97, PM 140 (Flotta del Pacifico), PM 56, PM 138 (Flotta del Mar Nero), PM 82 e PM 86 (Flotta del Baltico).